# 哈倫河
53°08′25″N 8°13′12″E / 53.14040583770243°N 8.219929933547974°E

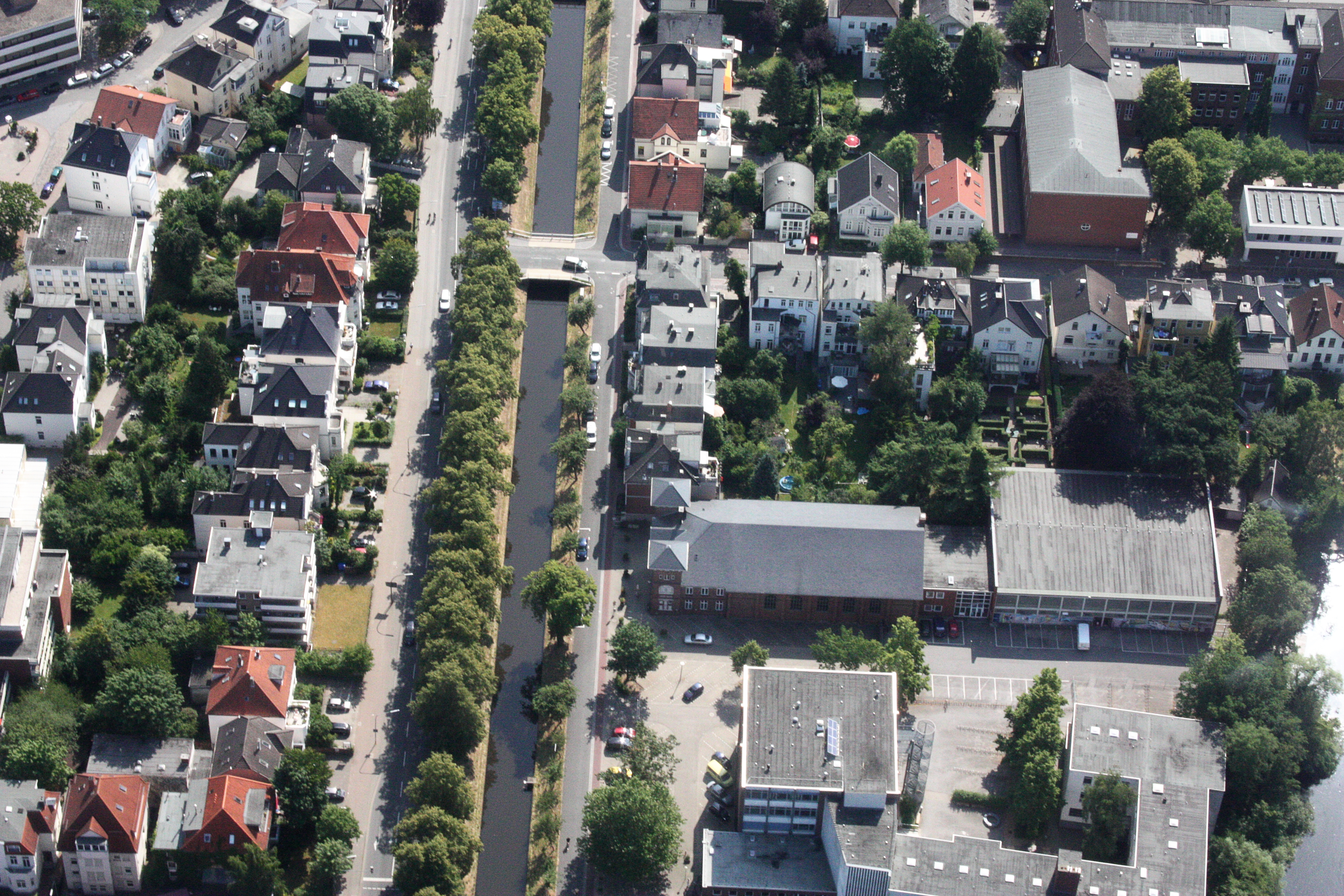
哈倫河

哈倫河（德語：Haaren），是德國的河流，位於該國西北部，由下薩克森州負責管轄，屬於洪特河的支流，河道全長24公里，流域面積115平方公里，河口處在奧爾登堡。

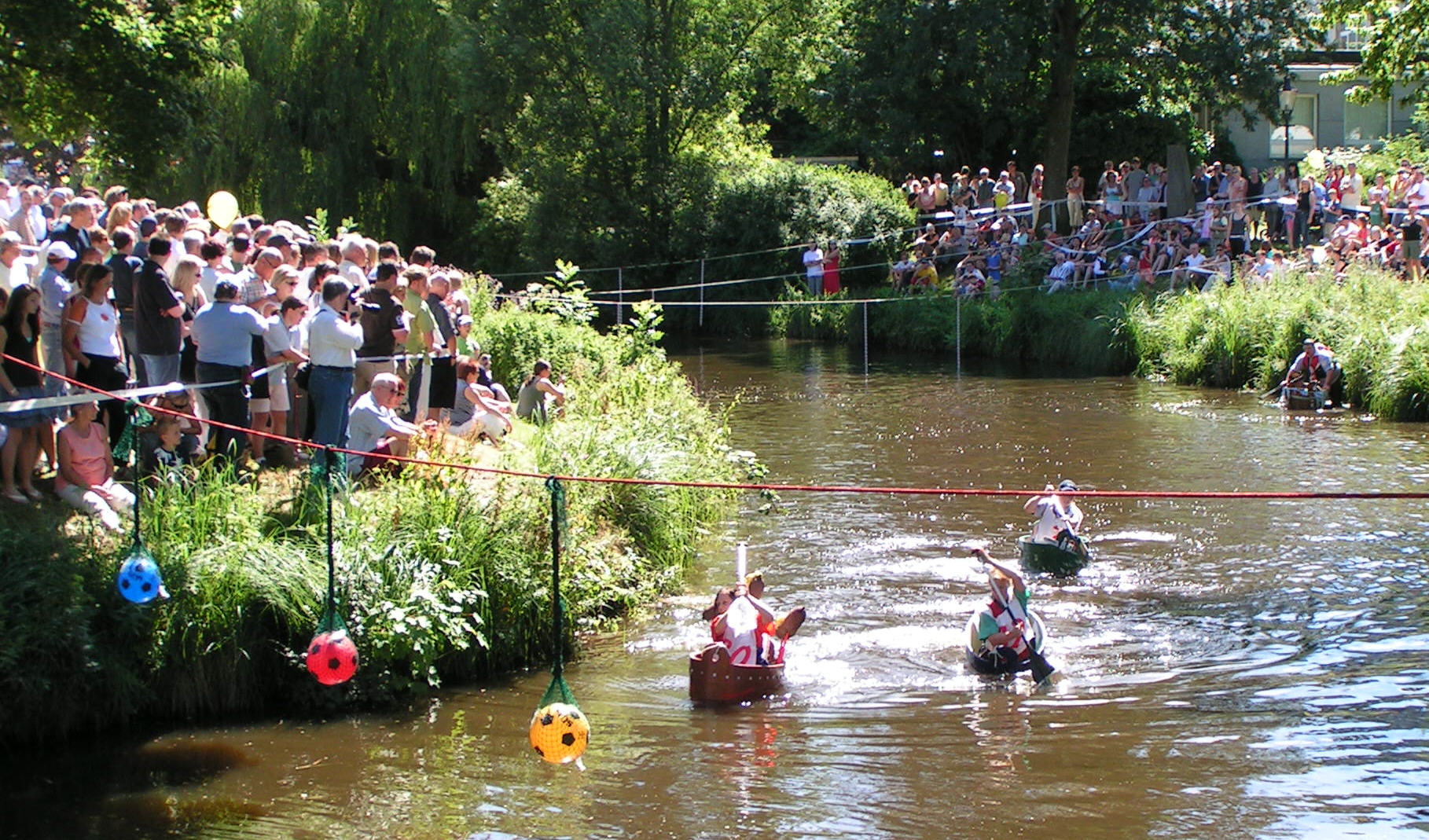
河上划艇比賽